# California Gray

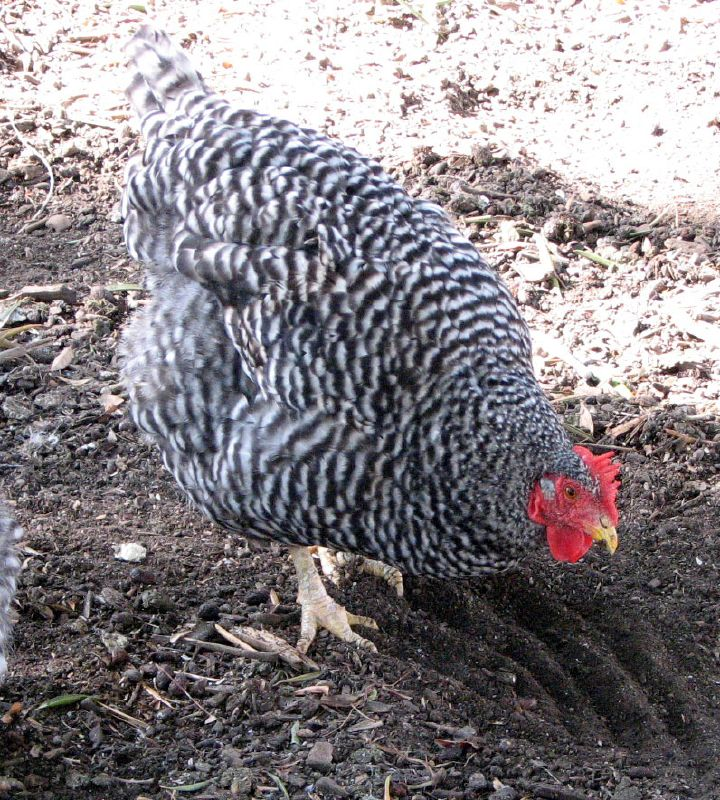

A Califórnia Gray é uma raça de galinha desenvolvidos no estado da Califórnia nos Estados Unidos em 1930 por James Dryden, professor de ciência avícola na Oregon Agricultural College, hoje Universidade do Estado do Oregon. O objetivo do criador da raça foi o de produzir um frango de duplo propósito, que era adequado para a produção de carne e postura de grandes ovos brancos. Ao cruzar Plymouth Rock Barrada (Carijó) e Legorne branco, uma linhagem autossexável com plumagem barrada cinza (como adultos) foi obtida. A raça nunca foi reconhecido oficialmente pela exposição da Associação Americana de Avicultura, e hoje a Califórnia Grays são uma raça rara. Eles foram depois usadas para desenvolver o híbrido comercial California White.